# Eizō Tanaka
Eizō Tanaka (田中 栄三, Tanaka Eizō, 3 novembre 1886 - 13 juin 1968) est un réalisateur, scénariste et acteur du début du cinéma japonais.

## Biographie
Eizō Tanaka est d'abord formé comme comédien du mouvement shingeki auprès de Kaoru Osanai, puis rejoint le studio Nikkatsu en 1917. Il fait ses débuts comme réalisateur en 1918, mais travaille essentiellement avec des histoires shinpa et non avec les techniques shingeki auxquelles il est habitué, bien que deux premiers films, Le Cadavre vivant (Ikeru shikabane) et La Cerisaie (Sakura no sono) soient basés sur Tolstoï et Chekhov respectivement. Travaillant en parallèle avec le mouvement du cinéma pur, Eizō Tanaka réalise deux films, Kyōya eirimise (1922) et Dokuro no mai (1923), basés sur ses propres scénarios, très bien accueillis pour leur technique cinématographique. Il reste un cinéaste plutôt conservateur et utilise toujours des onnagata (acteurs mâles) pour les rôles féminins, y compris pour son chef-d’œuvre Kyōya eirimise, mélodrame sur l'amour destructeur d'un marchand pour une geisha. Il emploie des actrices pour la première fois dans Dokuro no mai (1923), histoire d'un moine se remémorant sa jeunesse et ses premiers amours.
Sa carrière de réalisateur s'interrompt fin 1923, il ne réalisera plus que deux films sonores mineurs dans les années 1930 mais il écrit également des scénarios pour des réalisateurs comme Kenji Mizoguchi et Yutaka Abe et se concentre sur sa carrière d'acteur, apparaissant dans les films de Tadashi Imai et Shirō Toyoda. Dans la seconde partie de sa vie, Eizō Tanaka est aussi actif comme formateur. Il enseigne au Nihon Eiga Haiyū Gakkō et à l'université Nihon où il soutient la carrière d'acteurs tels que Kōji Shima, Isamu Kosugi et Shin Saburi,. Il écrit enfin plusieurs livres, dont une histoire du shingeki.

## Filmographie sélective

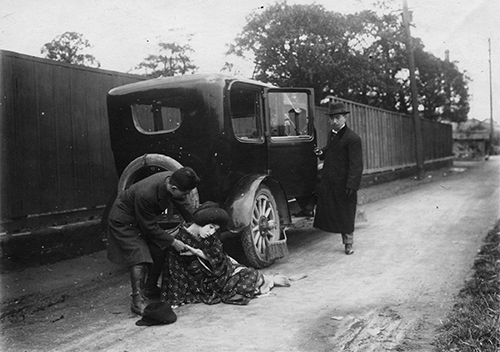
Teinosuke Kinugasa (au centre) et Hideo Fujino (à droite) dans Hakucho no uta (1920).

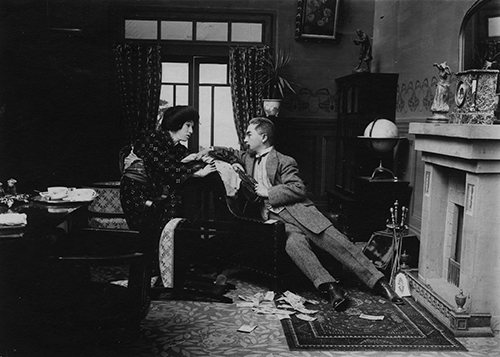
Teinosuke Kinugasa (à gauche) et Hideo Fujino (à droite) dans Hakucho no uta (1920).

Tous produits par la Nikkatsu sauf indication contraire,.

### Comme réalisateur
- 1918 : Ikeru shikabane (生ける屍?)[5]
- 1918 : Sakura no sono (桜の園?)
- 1918 : Chikyōdai (乳姉妹?)
- 1918 : Chichi no namida (父の涙?)[5]
- 1918 : Matsukaze Murasame (松風村雨?)
- 1919 : Shin nozakimura (新野崎村?)[5]
- 1919 : Ukishizumi (浮き沈み?)
- 1919 : Biwa uta (琵琶歌?)
- 1920 : Kurokami (黒髪?)[6]
- 1920 : Hakucho no uta (白鳥の歌?)[6]
- 1920 : Asahi sasu mae (朝日さす前?)[7]
- 1922 : Chikyōdai (乳姉妹?) - nouvelle version du film de 1918
- 1922 : Kyōya eirimise (京屋襟店?)
- 1923 : Dokuro no mai (髑髏の舞?)
- 1932 : Namiko (浪子?) (produit par Oriental Film (オリエンタル映画社?))
- 1933 : Shōnen Chūshingura (少年忠臣蔵?) (produit par Kyōdai Productions (兄弟プロダクション?))

### Comme scénariste
- 1918 : Nanairo yubiwa (七色指環?) de Tadashi Oguchi (ja)
- 1931 : Ren'ai seisan-chō (恋愛清算帳?) de Seiichi Ina[8]

### Comme acteur
- 1949 : La Vie d'une femme (女の一生, Onna no isshō?) de Fumio Kamei
- 1949 : Les Cygnes ne sont pas tristes, n'est-ce pas ? (白鳥は悲しからずや, Hakuchō wa kanashi karazuya?) de Shirō Toyoda
- 1949 : Chien enragé (野良犬, Nora-inu?) d'Akira Kurosawa
- 1950 : Quand nous nous reverrons... (また逢う日まで, Mata au hi made?) de Tadashi Imai
- 1953 : La Tour des lys (ひめゆりの塔, Himeyuri no tō?) de Tadashi Imai
- 1953 : L'Oie sauvage (雁, Gan?) de Shirō Toyoda : Zenkichi, le père d'Otama
- 1955 : Toranpetto shōnen (トランペット少年?) de Hideo Sekigawa